# ランドマンナロイガル

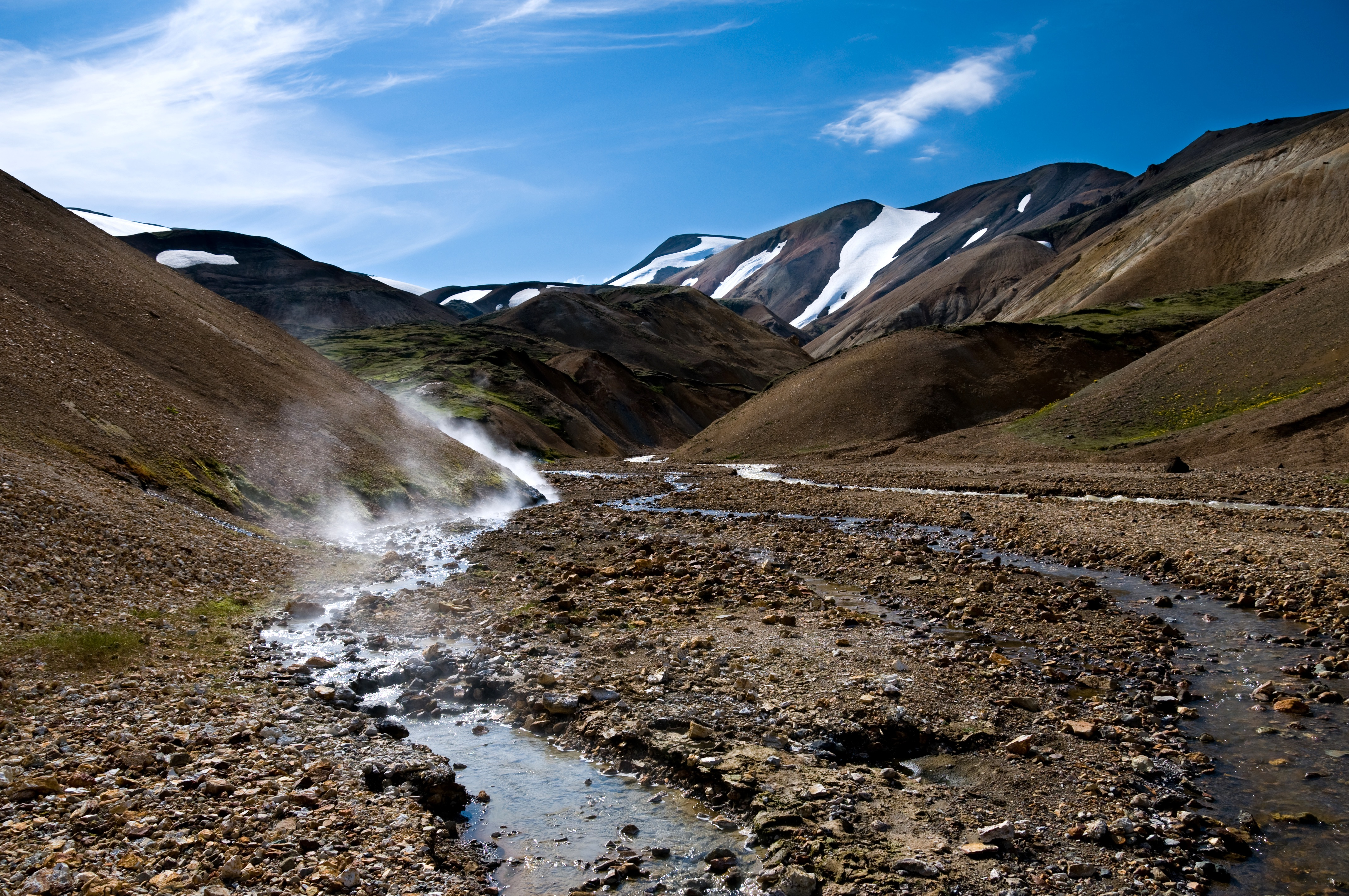
ランドマンナロイガルから数km西方から見たハゥアルダ (Háalda) 山（2009年6月）

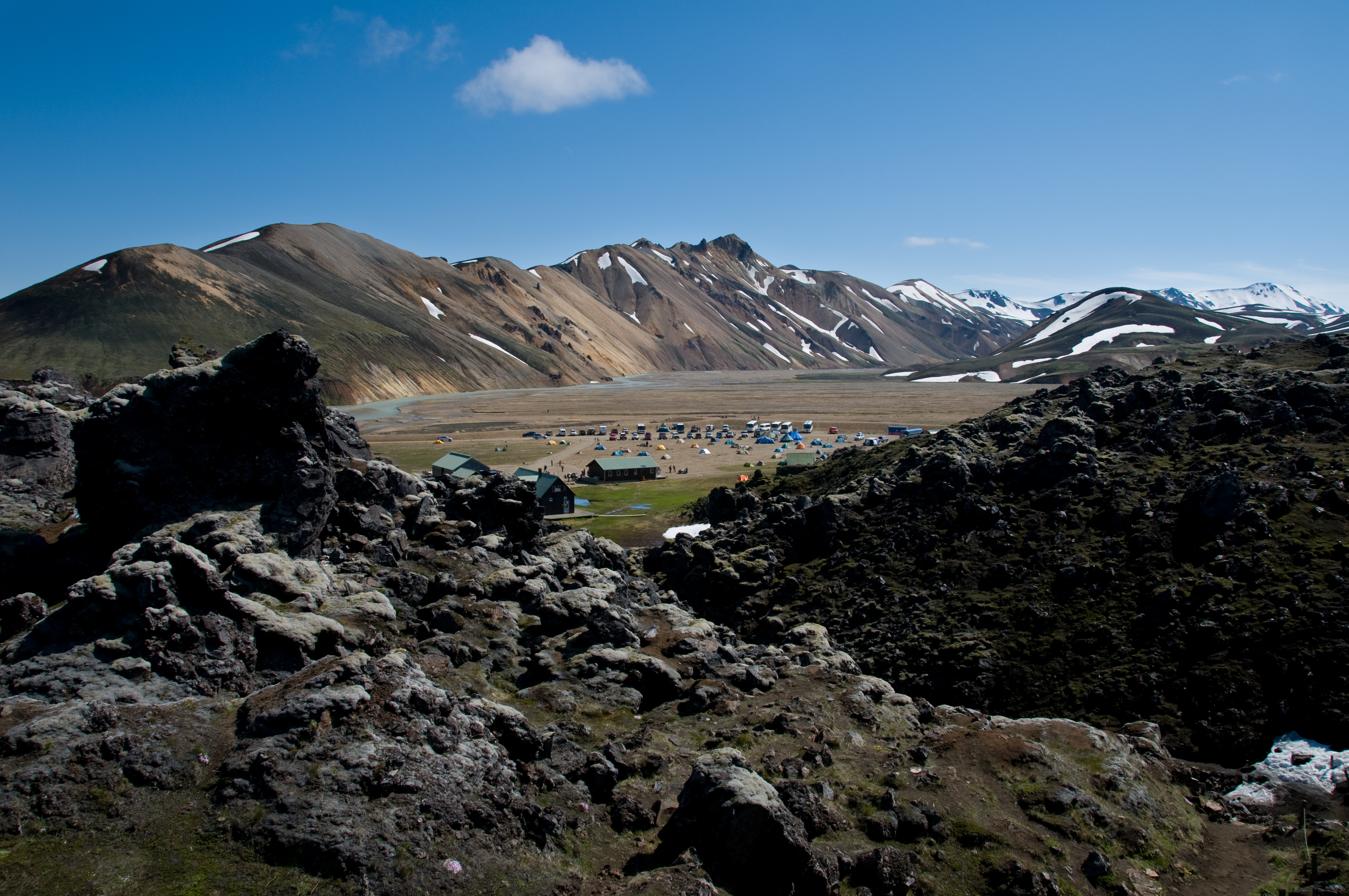
ランドマンナロイガルのキャンプ場（2009年6月）

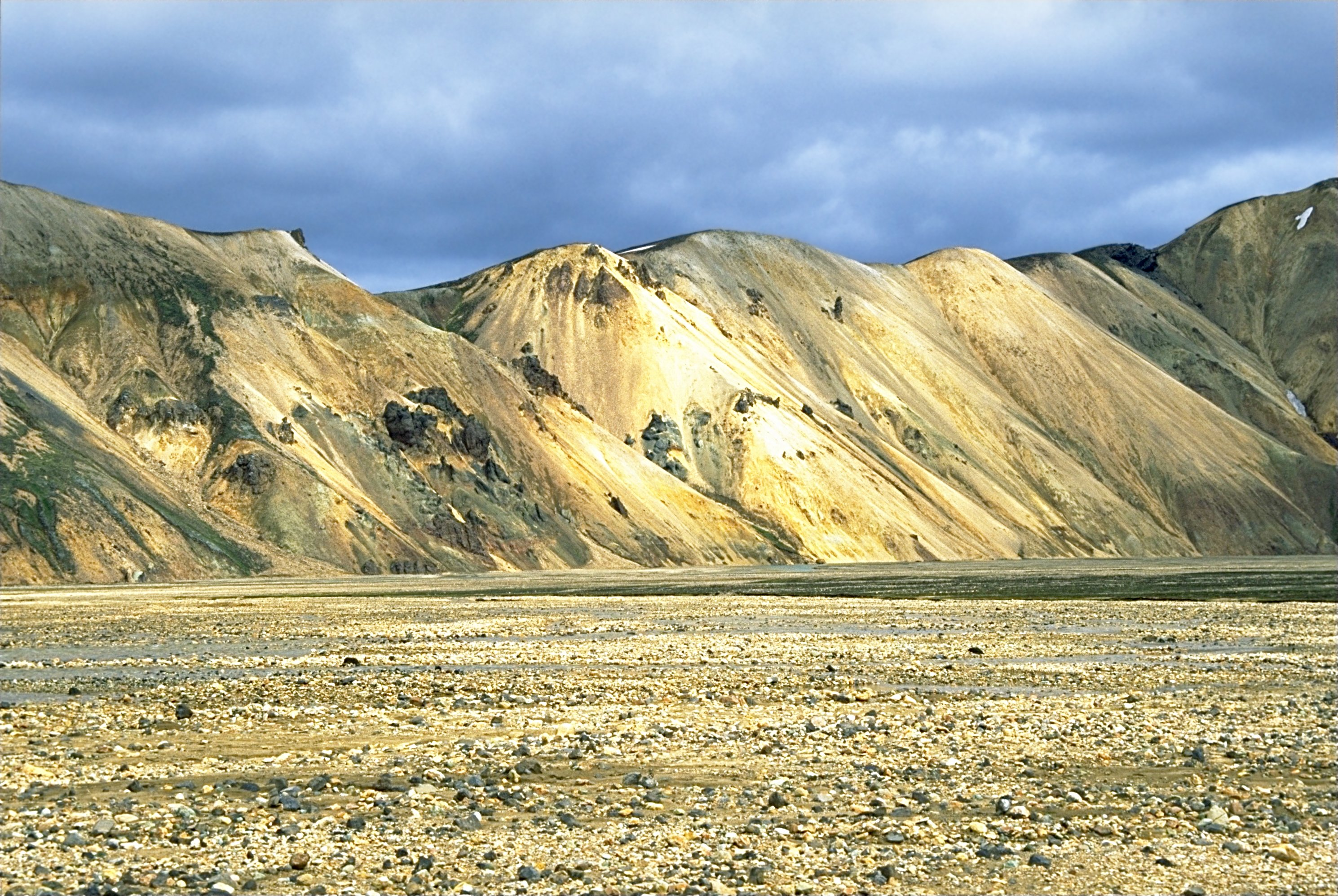
ブレニステインサルダ（2001年7月）

ランドマンナロイガル (氷語: Landmannalaugar (アイスランド語発音: [ˈlan̥tmanːaˌløiɣar̥]、「土地の人々の浴場」の意) はアイスランド中央高地の南部にある火山ヘクラに近い一帯を指す。
ランドマンナロイガルは、アイスランド中央高地をめぐるハイキングコースとしてよく知られている。この一帯ではハイキングの拠点からさほど遠くない範囲に、様々な色彩の流紋岩の景色や溶岩原が広がっている。周囲の山にも様々な色彩を見ることができ、特にブラゥフニュゥクル (青い山) およびブレニステインサルダ (硫黄の波) と呼ばれる山がよく知られている。
観光に適している時期は6月から9月であり、それ以外の時期はハイキングコースは閉鎖されている。ランドマンナロイガルには1951年から運営されている山小屋があるが、ここにはアメニティが備えてあり、78人が宿泊できる。山小屋の近くには温泉があり、やはり観光資源として人気がある。

## 観光資源
ランドマンナロイガルへは自動車で行ける道路が2本あるが、いずれもよく整備されているとは言い難い（握りこぶし大の石が落ちていることは珍しくない）。レンタカーの場合は四輪駆動車を利用するべきである。30号線から32号線を通って、スルタルタゥンギ （「飢餓の尾根」の意）の水力発電所のあるダムを通り、26号線からF208号線、そして右折してF224号線を通っていくのがもっともアクセスが良い。リングロードからは26号線を通ってヘトラ方面に進んでも行くことができる。この場合はアイスランドの典型的な農村風景を見ることができる。
アイスランド馬の乗馬体験ができるところもある。しかし、たとえばヨークルギル（「氷河の峡谷」の意）などの場合は、そこへ至る道路が行政の管理下ではないため、徒歩あるいは自動車でもアクセスが難しい場合がある。
6月下旬以降の夏季は西部フィヨルド出身の夫婦が経営する店舗が食事や旅行用品を販売している。
ランドマンナロイガルが出発地であることからその名があるロイガヴェーグルは、標準的には4日かけてめぐる長いハイキングコースだが、レイキャヴィークの市街地にもロイガヴェーグルという名のショッピング街があり、大勢の人が毎日ぞろぞろと歩いている、という意味で使われることがある。ロイガヴェーグルの終点はソゥルスメルク（「ソゥルの森」の意）だが、もう1〜2日歩くと、エイヤフィヤトラヨークトルとミールダルスヨークトルの間のフィムヴェルズハゥルス（「五つのケルン状の嶺々」の意）を通ってスコゥガルに行くことができる。
ロイガヴェーグルとフィムヴェルズハゥルスには、以下に挙げる名前の山小屋がある（北から南の順）。
- ランドマンナロイガル (Landmannalaugar)
- フラフンティンヌスケル (Hrafntinnusker)
- アゥルタヴァトン (Álftavatn)
- クヴァンギル (Hvanngil)
- ボトンアル (Botnar )
- ソゥルスメルク (Þórsmörk )
- フィムヴェルズハゥルス (Fimmvörðuháls)